# Hagsdorf (Wang)
Hagsdorf ist ein Dorf in der Gemeinde Wang, Landkreis Freising, Oberbayern.

## Geschichte
Die offene Hofmark Hagsdorf gehörte zum Landgericht Moosburg, das den westlichen Teil des früheren Rentamts Landshut bildete. In Hagsdorf wurde im Zuge der Verwaltungsreformen in Bayern 1818 eine Patrimonialgemeinde gebildet. Die 1818 gebildeten Patrimonialgerichte II. Klasse Hagsdorf, Hörgertshausen, Mauern, Tegernbach und Thulbach wurden 1841 unter der Familie von Hofstetten zu einem gemeinsamen Patrimonialgericht II. Klasse unter der Benennung „Patrimonialgericht Mauern“ zusammengeschlossen. Im Jahr 1848 wurden die letzten Reste der Adelsherrschaft aufgehoben. 1935 wurde die Gemeinde aufgelöst und kam zu Schweinersdorf. 
Am 1. April 1971 wurde wiederum die Gemeinde Schweinersdorf aufgelöst und kam zur Gemeinde Inzkofen. Seit dem 1. Mai 1978 gehört Inzkofen und mit ihm Hagsdorf zur Gemeinde Wang.